# 萘拉诺
萘拉诺（开发代号：W-5494A），分子式C18H21NO2，是一种含氮四环化合物，1960年代首次合成，能有抗抑郁、抗焦慮、抗精神病作用，从未上市销售。